# 国際文化カレッジ
公益財団法人国際文化カレッジは、株式会社ユーキャン傘下のユーキャングループに所属する教育団体。ビジネススキル系や技能・特技系の通信教育事業、総合写真展や日美絵画展・総合水墨画展ほか展覧会事業、フォトマスター・レタリングほか検定試験事業、軽井沢千住博美術館ほか展示館運営事業を展開する公益財団法人である。

## 概要
ビジネススキル系の通信教育は、2〜3か月の期間で各テーマの習得を目指す内容である。また、クルマ、園芸、カメラ、芸術アート関連など専門性を持つ技能・特技系の通信教育は、その全てが文部科学省の認定を受けているのも特長の一つ。いずれの通信教育も、※一般個人の受講生募集に加え、数年前にBtoBの法人顧客獲得活動もスタートした。
※管理システムは一般個人受講と法人受講に分かれていて、それぞれ別々の手続きが必要となっている。

## 講座一覧
- ビジネススキル系通信教育

1. ビジネス人間力シリーズ
2. ビジネス教養力シリーズ
3. ビジネスエクササイズシリーズ

- ビジネスマインド・文字力系通信教育

- 技能・特技系通信教育

1. 造園・庭木・園芸関連
2. 整備技術関連
3. 美術・写真関連